# ارگ هموند

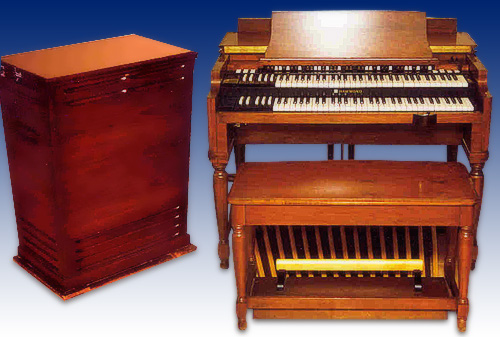
ارگ هموند مدل ۳ب با بلندگوی لسلی (سمت چپ)

ارگ هموند (به انگلیسی: Hammond organ) گونه‌ای ارگ برقی است که توسط لارنس هموند و جان م.هانرت در سال ۱۹۳۵ اختراع شد. مدلهای متفاوتی تولید گردید که از میله‌های کشویی برای تولید انواع صدا استفاده می‌کرد.
هموند این ساز را به عنوان جایگزین ارزان قیمتی برای ارگ‌های بادی بزرگ کلیساها ساخت ولی به زودی گروه‌های موسیقی گاسپل آن را به کار گرفتند. جیمی اسمیت آن را وارد موسیقی جاز کرد و بعد گروه‌های راک نیز از آن بهره بردند.
1. ↑  Faragher 2011, p. 14.
2. ↑  Vail 2002, p. 68.
3. ↑  Vail 2002, p. 69.